# دایره نیافونکه
دایره نیافونکه (به لاتین: Niafunké Cercle) یک منطقهٔ مسکونی در مالی است که در استان تومبوکتو واقع شده‌است. دایره نیافونکه ۱۲٬۰۰۰ کیلومتر مربع مساحت و ۱۸۴٬۲۸۵ نفر جمعیت دارد.